# Aducanumab
El Aducanumab es un anticuerpo monoclonal dirigido al beta-amiloide, que se utiliza para tratar la enfermedad de Alzheimer (EA). Se vende bajo la marca Aduhelm.
El aducanumab se dirige a las formas agregadas de β-amiloide que se encuentran en el cerebro de las personas con enfermedad de Alzheimer, con la esperanza de reducir su acumulación.
Fue aprobado para su uso médico en los Estados Unidos en junio de 2021, y representa el primer tratamiento de su clase aprobado para la enfermedad de Alzheimer. Es el primer tratamiento nuevo aprobado para el Alzheimer desde 2003, y es la primera terapia que se dirige a la fisiopatología fundamental de la enfermedad.

El aducanumab no cura ni revierte el Alzheimer, ralentiza la tasa de declive de la enfermedad de Alzheimer.

## Historia
El aducanumab fue desarrollado por Biogen Inc, que obtuvo la licencia del candidato a fármaco de Neurimmune, su descubridor.
Biogen detuvo el desarrollo del fármaco en marzo de 2019, después de que los datos preliminares de dos ensayos clínicos de fase III sugirieran que no cumpliría el criterio de valoración principal.
Los investigadores evaluaron la eficacia en tres estudios separados que representaron un total de 3482 participantes. Los estudios consistieron en estudios doble ciego, aleatorizados y controlados por placebo con dosis en participantes con enfermedad de Alzheimer. Los participantes que recibieron el tratamiento tuvieron una reducción significativa de la placa beta amiloide en función de la dosis y el tiempo, mientras que los participantes en el brazo de control de los estudios no tuvieron ninguna reducción de la placa beta amiloide.
El aducanumab es un anticuerpo monoclonal IgG1 humano que se une principalmente a los agregados de Aβ, a los oligómeros solubles y también a las fibrillas insolubles, y se ha estudiado para el tratamiento de la enfermedad de Alzheimer (EA). El análogo del aducanumab puede atravesar la barrera hematoencefálica y dirigirse a su objetivo con eficacia, eliminando supuestamente la toxicidad del beta amiloide. 
Los efectos pueden monitorizarse mediante tomografía por emisión de positrones (PET).
Los resultados provisionales del segundo estudio de los ensayos clínicos de fase I del fármaco se comunicaron en marzo de 2015.
La decisión final de la FDA de dar luz verde al fármaco se tomó el 7 de junio de 2021.

## Controversia
El fármaco se considera controvertido, ya que los ensayos clínicos arrojaron resultados contradictorios sobre su eficacia.

En noviembre de 2020, un panel de expertos externos de la Administración de Drogas y Alimentos de los EE. UU. (FDA), concluyó que un estudio fundamental de aducanumab no logró mostrar "pruebas sólidas" de que el medicamento funcionara y sugirió que la FDA no aprobara el aducanumab, citando una eficacia cuestionable y múltiples "banderas rojas" encontradas con el análisis de datos.

Esta droga fue considerada controversial ya que los ensayos clínicos arrojaron resultados contradictorios sobre su eficacia.